# ميخائيل أوكونور (لاعب دوري الرغبي)
ميخائيل أوكونور (بالإنجليزية: Michael O'Connor)‏ هو لاعب دوري الرغبي أسترالي، ولد في 1 فبراير 1960 في بلدة ناورا في أستراليا.

## وصلات خارجية
- ميخائيل أوكونور عل موقع إسبنسكروم (الإنجليزية)